# Crăiești (okręg Marusza)
Crăiești – wieś w Rumunii, w okręgu Marusza, w gminie Crăiești. W 2011 roku liczyła 663 mieszkańców.